# Fractus
Fractus is het tweede deel in de naam van wolkensoorten, die worden gebruikt als onderdeel van een internationaal systeem om wolken te classificeren naar eigenschap volgens de internationale wolkenclassificatie. Fractus betekent flarden of gebroken. Als afkorting heeft fractus fra. Er bestaan twee wolkensoorten die fractus als tweede deel van hun naam hebben:
- Cumulus fractus (Cu fra)
- Stratus fractus (St fra)

Fractuswolken zijn gebroken wolken met rafelige randen en een basis met (gewoonlijk) witte wolkenflarden en enigszins ronde toppen.

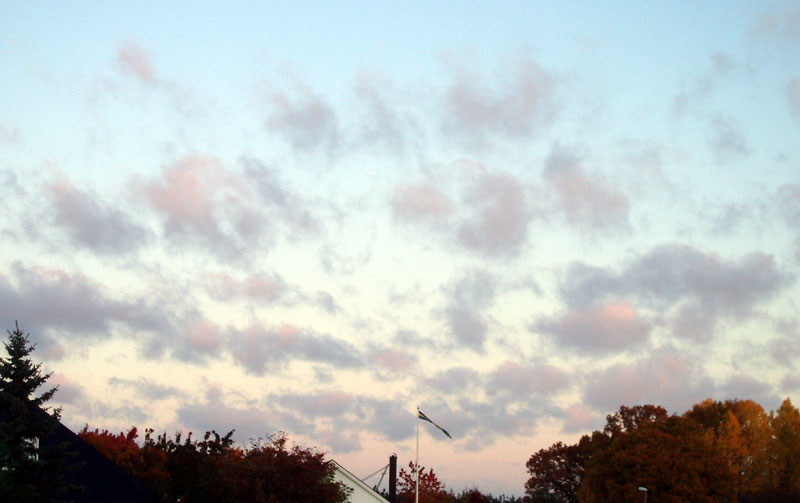
Stratus fractus
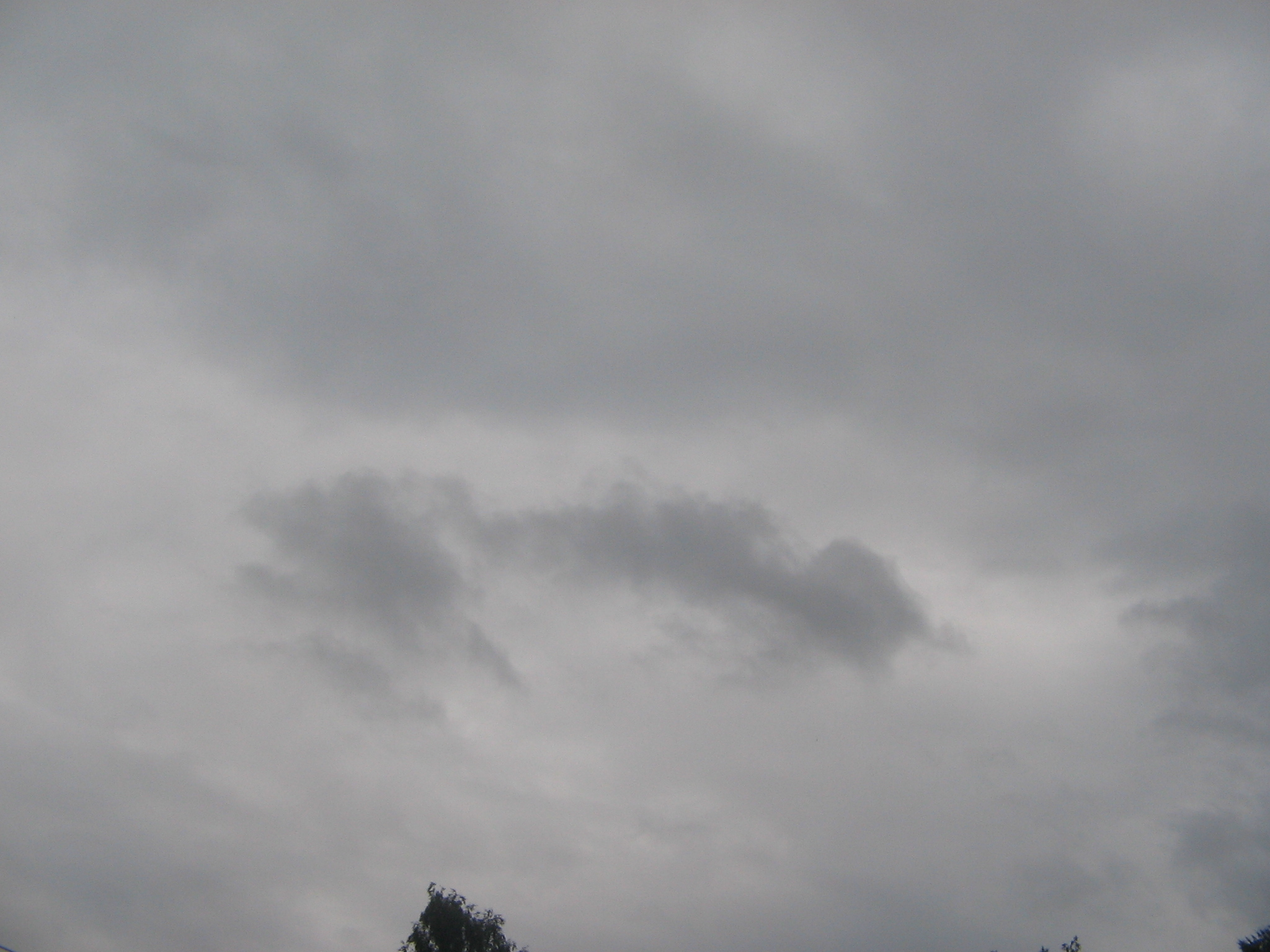
Stratus fractus
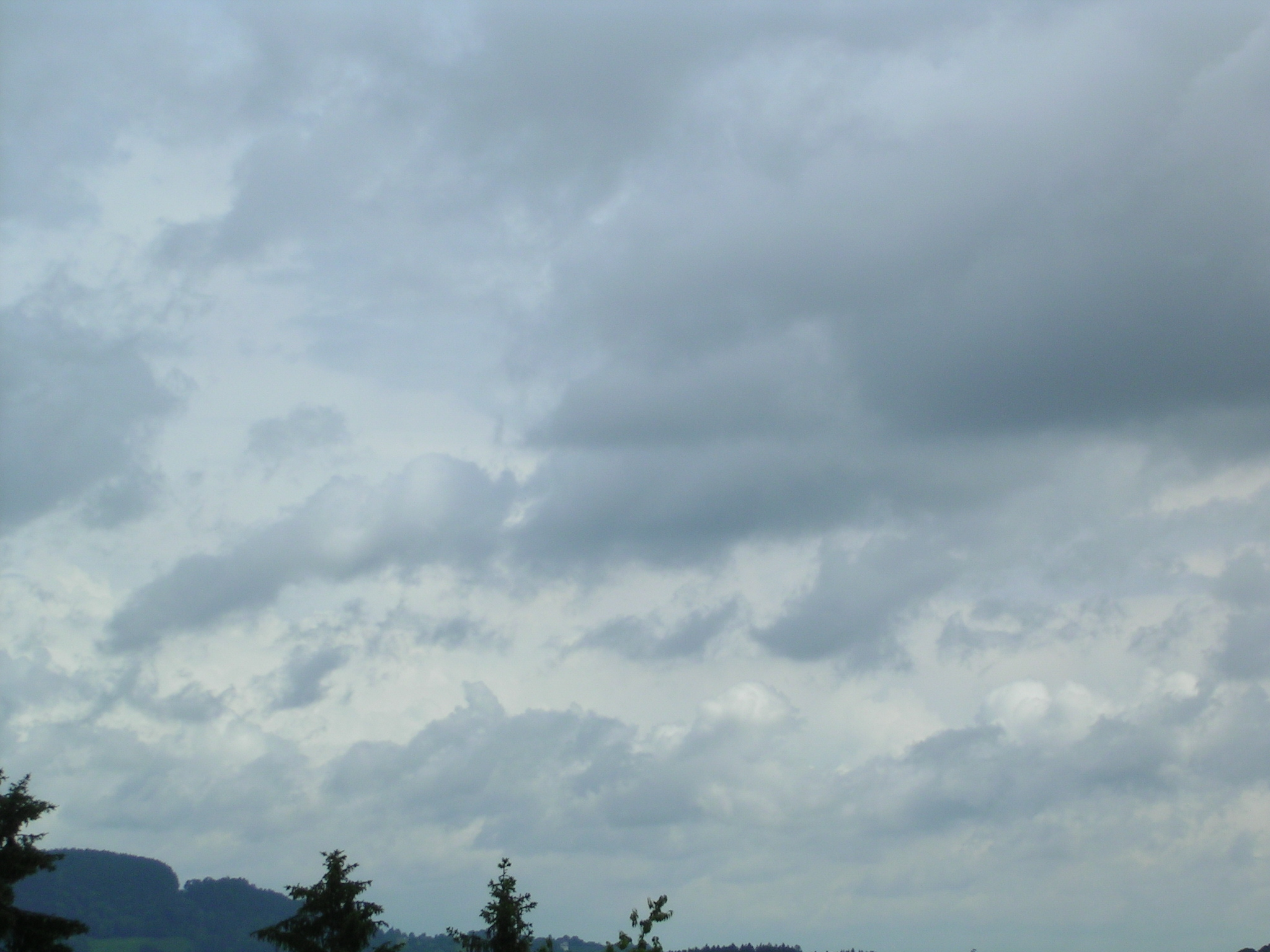
Cumulus fractus onder nimbostratus